# Stenums distrikt
Stenums distrikt är ett distrikt i Skara kommun och Västra Götalands län. 
Distriktet ligger sydost om Skara. 

## Tidigare administrativ tillhörighet
Distriktet inrättades 2016 och utgörs av socknen Stenum i Skara kommun.
Området motsvarar den omfattning Stenums församling hade vid årsskiftet 1999/2000.